# Marianna Iorio
Marianna Iorio (Maddaloni, 11 febbraio 1985) è una politica italiana.

## Biografia
Laureata in scienze del turismo.

### Attività politica
Alle elezioni politiche del 2018 è eletta deputata del Movimento 5 Stelle. 
È membro della VII Commissione (Cultura, Scienza e Istruzione).
Il 21 giugno 2022 abbandona il Movimento per aderire a Insieme per il futuro, a seguito della scissione guidata dal ministro Luigi Di Maio.

## Vita privata
Si è sposata nel settembre 2019 con Nicola Grimaldi, anche lui deputato del M5S.